# Brevipalpus pocillator
Brevipalpus pocillator är en spindeldjursart som beskrevs av De Leon 1961. Brevipalpus pocillator ingår i släktet Brevipalpus och familjen Tenuipalpidae. Inga underarter finns listade.